# الحمراء (القصير)
الحمراء قرية من قرى مركز القصير التابعة لمنطقة القصير في محافظة حمص. تقع جنوب مدينة حمص.